# TuxGuitar
TuxGuitar es un editor de partituras, con licencia libre y soporte para bastantes sistemas operativos, entre ellos Linux, Windows y macOS. El programa se orienta fundamentalmente para guitarra y bajo, aunque admite todos los instrumentos soportados por el formato MIDI, el desarrollador de software es Herac. Es una herramienta muy útil en el aprendizaje de música, particularmente en el aprendizaje de la guitarra y el bajo, ya que permite escuchar la canción al tiempo que se ve la tablatura y la partitura, además de simular la posición de los dedos en el mástil de la guitarra en tiempo real.
TuxGuitar incluye funciones como edición de tablaturas, edición de partituras, e importación y exportación de archivos Guitar Pro gp3, gp4 y gp5. Además, la tablatura de TuxGuitar y las interfaces de personal funcionan como editores MIDI básicos.
La mascota y homónima de TuxGuitar es Tux, la mascota pingüino de muchos juegos y programas diseñados originalmente para Linux.
El programa está escrito en el lenguaje de programación Java y se publica bajo la versión 2.1 de la Licencia Pública General Reducida de GNU.
TuxGuitar 1.2 fue lanzado en 2009[4] Su código fuente fue actualizado constantemente hasta 2015, culminando con el lanzamiento de la versión 1.5.2 en 2018.

## Formatos Soportados
Importación:
- ptb (powertab),
- gp3, gp4, gp5, gpx (guitar pro)
- tg (tux guitar)

Exportación:
- MIDI
- TEF
- MusicXML
- Lilypond
- PDF
- SVG
- ASCII
- Audio WAV, AU y AIFF

## Instalación en Linux
En distribuciones basadas en Debian o Ubuntu:
Instalar el paquete tuxguitar que encontraremos en los repositorios oficiales. Para hacerlo desde la terminal, ejecutar:
```
   sudo apt-get install -y tuxguitar
```

En Fedora:
Instalar el paquete tuxguitar que encontraremos en los repositorios oficiales. Para hacerlo desde la terminal, ejecutar:
```
   su -c 'yum install -y tuxguitar'
```

En OpenSUSE:
El paquete se encuentra en el repositorio Packman, pudiéndose instalar directamente tras agregar el repositorio.

## Instalación en otros sistemas operativos o distribuciones Linux.
Para cualquier otro sistema, podemos dirigirnos a la página de descargas y escoger el archivo conveniente:
- Descargas.

### Instalación en Windows
Para su instalación en Windows tan solo es necesario descargar el ejecutable de la página del proyecto y tener instalado Java.
- Descarga ejecutable para Windows.

### Instalación en Windows 10
Windows 10 soporta software nativo de Linux 
Se debe habilitar "Bash en Ubuntu en Windows" y luego instalar como en cualquier Debian ("sudo apt-get ...")
Tip: ejecutar la consola bash con privilegios de administrador o "elevada"